# Udenrigsministre fra Færøerne
Udenrigsministeren (færøsk: landsstýrismaðurin í uttanríkismálum) har fra 2008 til 2011 været en selvstændig ministerpost i Færøernes regering, efter at denne opgave tidligere var tilfaldet lagmanden. Udenrigsministeriet har blandt andet ansvaret for at markedsføre Færøerne som rejsemål internationalt, samt at opretholde øernes kontakt med regionale og internationale organisationer som Nordisk Råd, FN, EU, EFTA og UNESCO.
| Periode   | Minister          | Parti          | Ministerium                    |
| --------- | ----------------- | -------------- | ------------------------------ |
| 2008      | Høgni Hoydal      | Tjóðveldi      | Udenrigsministeriet            |
| 2008–2011 | Jørgen Niclasen   | Fólkaflokkurin | Udenrigsministeriet            |
| 2011      | Jacob Vestergaard | Fólkaflokkurin | Udenrigsministeriet            |
| 2019–     | Jenis av Rana     | Miðflokkurin   | Udenrigs- og kulturministeriet |